# 吉祥航空
吉祥航空（きっしょうこうくう、SSE: 603885）は、中華人民共和国・上海市閔行区に本社を置く会社である。正式名称は上海吉祥航空有限公司。 上海浦東国際空港をハブとしているが、当面の間は上海虹橋国際空港を使用している。

## コードデーター
- IATA航空会社コード : HO
- ICAO航空会社コード : DKH
- コールサイン : Juneyao Airlines
- 中国語コールサイン : 吉航（Jihang）

## 沿革
- 2005年6月 : 民航総局と上海市の認可が下り、均瑶グループが出資した上海東部快線航空有限公司が設立。資本金は1億5,000万元。
- 2006年2月 : 鳳凰航空に名称を変更する。
- 2006年 : 上海吉祥航空有限公司と改称する。
- 2006年9月13日 : 最初の機体であるエアバスA319-100型機がドイツ・ハンブルク国際空港から上海虹橋国際空港に飛来し納入。
- 2006年9月25日 : HO1125便（上海/虹橋 → 長沙）で運航を開始。
- 2012年11月 : 上海/浦東 - プーケット線が就航、初の国際線となる[1]。
- 2015年8月11日 :株式会社 ENJOYJAPANと株式会社ツインプラネットと協業し、「中国本土内」および「中国と日本」間を就航する吉祥航空機内のメディア開発における契約を締結
- 2015年10月1日 :開発メディア第1弾とし、機内設置フリーペーパー「逛逛日本（TRAVELTOJAPAN） ※訳：日本をぶらぶらしましょう！」を2015年10月1日に創刊
- 2016年10月10日 :航空連合スターアライアンスと接続パートナー（connecting partner）提携を発表[2]。
- 2017年5月23日 :スターアライアンスの接続パートナーとなる[3]。

## 日本との関係

### 日本への運航路線
| 便名        | 路線      | 路線        | 機材                                                                 | コード シェア |                   |
| ----------- | --------- | ----------- | -------------------------------------------------------------------- | ------------- | ----------------- |
| HO1385/1386 | 上海/浦東 | 東京/羽田   | エアバスA320                                                         | NH            |                   |
| HO1379/1380 | 上海/浦東 | 東京/成田   | - ボーイング787-9 - エアバスA320 - エアバスA320neo - エアバスA321neo | NH            |                   |
| HO1381/1382 | 上海/浦東 | 東京/成田   | - ボーイング787-9 - エアバスA320 - エアバスA320neo - エアバスA321neo |               |                   |
| HO1501/1502 | 上海/浦東 | 東京/成田   | - ボーイング787-9 - エアバスA320 - エアバスA320neo - エアバスA321neo | NH            |                   |
| HO1331/1332 | 上海/浦東 | 大阪/関西   | - ボーイング787-9 - エアバスA320 - エアバスA320neo - エアバスA321neo | NH            |                   |
| HO1333/1334 | 上海/浦東 | 大阪/関西   | - ボーイング787-9 - エアバスA320 - エアバスA320neo - エアバスA321neo | MU、NH        |                   |
| HO1335/1336 | 上海/浦東 | 大阪/関西   | - ボーイング787-9 - エアバスA320 - エアバスA320neo - エアバスA321neo | MU、NH        |                   |
| HO1337/1338 | 上海/浦東 | 大阪/関西   | - ボーイング787-9 - エアバスA320 - エアバスA320neo - エアバスA321neo | MU、NH        |                   |
| HO1339/1340 | 上海/浦東 | 大阪/関西   | - ボーイング787-9 - エアバスA320 - エアバスA320neo - エアバスA321neo | MU、NH        |                   |
| HO1517/1518 | 上海/浦東 | 大阪/関西   | - ボーイング787-9 - エアバスA320 - エアバスA320neo - エアバスA321neo |               |                   |
| HO1573/1574 | 上海/浦東 | 大阪/関西   | - ボーイング787-9 - エアバスA320 - エアバスA320neo - エアバスA321neo |               |                   |
| HO1579/1580 | 上海/浦東 | 大阪/関西   | - ボーイング787-9 - エアバスA320 - エアバスA320neo - エアバスA321neo |               |                   |
| HO1595/1596 | 上海/浦東 | 大阪/関西   | - ボーイング787-9 - エアバスA320 - エアバスA320neo - エアバスA321neo |               |                   |
| HO1389/1390 | 上海/浦東 | 中部        | - エアバスA320 - エアバスA320neo - エアバスA321neo                   | MU、NH        |                   |
| HO1391/1392 | 上海/浦東 | 中部        | - エアバスA320 - エアバスA320neo - エアバスA321neo                   | MU、NH        |                   |
| HO1383/1384 | 上海/浦東 | 札幌/新千歳 | エアバスA320                                                         | MU、NH        |                   |
| HO1393/1394 | 上海/浦東 | 福岡        | - エアバスA320 - エアバスA320neo                                     |               |                   |
| HO1503/1504 | 上海/浦東 | 福岡        | - エアバスA320 - エアバスA320neo                                     |               |                   |
| HO1629/1630 | 上海/浦東 | 神戸        | - エアバスA320 - エアバスA320neo                                     |               | 2025年4月18日就航 |
| HO1381/1382 | 上海/浦東 | 旭川        | - エアバスA320 - エアバスA320neo                                     |               |                   |
| HO1611/1612 | 南京      | 大阪/関西   | エアバスA320                                                         | MU、NH        |                   |
| HO1613/1614 | 南京      | 大阪/関西   | エアバスA320                                                         | MU、NH        |                   |
| HO1615/1616 | 南京      | 中部        | エアバスA320                                                         | MU、NH        |                   |
| HO1507/1508 | 南京      | 神戸        | エアバスA320                                                         |               | 2025年4月18日就航 |
| HO1517/1518 | 海口      | 大阪/関西   | エアバスA320                                                         |               |                   |
| HO1611/1612 | 三亜      | 大阪/関西   | エアバスA320                                                         | MU、NH        | 冬季限定          |
| HO1643/1644 | 無錫      | 大阪/関西   | エアバスA320                                                         |               |                   |
| HO1623/1624 | 北京/大興 | 大阪/関西   | エアバスA320                                                         |               |                   |
| HO1625/1626 | 北京/大興 | 大阪/関西   | エアバスA320                                                         |               |                   |
| HO1611/1612 | 成都/天府 | 大阪/関西   | エアバスA320                                                         |               | 南京経由          |
| HO1519/1520 | 長沙      | 大阪/関西   | エアバスA320                                                         |               |                   |

コードシェア
- MU-中国東方航空
- NH-全日本空輸

### 日本との歴史
- 2010年11月8日、上海/浦東 - 札幌/新千歳線の路線開設申請を民航総局に提出[6]。
- 2012年9月、上海/浦東 - 沖縄/那覇線を就航開始予定だったが、当面延期[7]。
- 2014年1月31日、上海/浦東 - 沖縄/那覇線を就航開始[8]。

- 2014年4月15日、上海/浦東 - 大阪/関西線を就航開始[9][10][11]。
- 2015年6月、上海/浦東 - 福岡線を就航開始[11]。
- 2015年8月6日、上海/浦東 - 東京/羽田線を就航開始。
- 2015年9月25日、福州 - 名古屋/中部（上海/浦東経由）線を就航開始[12]。
- 2016年6月23日、上海/浦東 - 福岡線を運休[13]。
- 2016年7月1日、南京 - 沖縄/那覇線を就航開始[14]。
- 2016年8月1日、南京 - 大阪/関西線を就航開始[15]。
- 2016年10月30日、上海/浦東 - 福岡線を運航再開[16]。
- 2017年3月26日、上海/浦東 - 福岡線を再度運休[17]。
- 2017年4月1日、上海/浦東 - 札幌/新千歳線を就航開始[18]。
- 2019年10月27日、大阪/関西 - ハルビン・武漢・温州・常州線を開設。同日、成田 - 上海/浦東線に週7便にて就航。
- 2020年1月11日、米子 - 上海/浦東線を開設。
- 2020年2月11日から、米子 - 上海/浦東線を運休。
- 2020年2月28日をもって、東京/羽田 - 上海/浦東線を運休。
- 2020年8月6日より、関西 - 南京線の運航を週1便で再開[19]。
- 2023年9月8日から、那覇 - 上海/浦東線の運航を再開[20]。
- 2023年12月22日より、名古屋/中部 - 南京線の運航を再開[21]。
- 2023年12月26日より、札幌/新千歳 - 上海/浦東線の運航を再開。
- 2024年1月10日から、大阪/関西 - 海口線に新規就航[22]。
- 2024年1月16日、旭川 - 上海/浦東線に就航[23]。
- 2025年1月16日から、東京/成田 - 無錫線の運航を週4便で再開[24]。
- 2025年4月18日、神戸空港の国際化に際し、神戸 - 上海・南京線にチャーター便を就航[4]。
- 2025年6月1日から、大阪/関西 - 長沙線の運航を週4便で再開[25]。
- 2025年6月21日から、大阪/関西 - 長沙線を週7便に増便[26]。

## 就航路線
| 中国国内 | 中国国内                                                                                    |
| --- | ------------------------------------------------------------------------------------------- |
| 北京/大興、上海/浦東、上海/虹橋、海口 、呼和浩特 、ハルビン、杭州、グルジャ、カシュガル、成都/天府、 重慶/江北、深圳、朔州、張家界、太原、長春、ウルムチ、厦門、西安、武漢、大連、福州、三亜、銀川、桂林、鄭州、貴陽 、西寧、青島、昆明、長沙、郴州、ハイラル、南京、麗江、瀋陽、南寧、広州、白山、ウランホト、敦煌、蘭州、珠海、慶陽、景洪、韶関、銅仁、邢台、赤峰、長治、楡林、バヤンノール、恵州、漢中、張掖、金昌、固原、中衛、臨汾、営口、隴南、玉林、畢節、大同、襄陽、烏海、包頭、温州、無錫 、柳州 |                                                                                             |
| 国際線 |                                                                                             |
| 国 | 就航都市                                                                                    |
| 日本 | 東京/羽田、東京/成田、大阪/関西、名古屋/中部、旭川、福岡、大阪/神戸、沖縄/那覇、札幌/新千歳 |
| タイ | バンコク、プーケット                                                                        |
| インドネシア | デンパサール                                                                                |
| 韓国 | 済州                                                                                        |
| 台湾 | 台北/桃園、高雄                                                                             |
| 香港 | 香港                                                                                        |
| シンガポール | シンガポール                                                                                |
| ベトナム | ハノイ、ホーチミン                                                                          |
| マレーシア | クアラルンプール、ペナン                                                                    |
| モンゴル | ウランバートル                                                                              |
| イギリス | マンチェスター                                                                              |
| ベルギー | ブリュッセル                                                                                |
| フィンランド | ヘルシンキ                                                                                  |
| ロシア | ウラジオストク                                                                              |
| ギリシャ | アテネ                                                                                      |
| イタリア | ミラノ                                                                                      |
| オーストラリア | シドニー、メルボルン                                                                        |

## 提携会社
吉祥航空は次の会社と提携関係にある。スターアライアンスの接続パートナーであるため、スターアライアンス加盟会社との提携が多い傾向にある。
- 中国国際航空[27]
- 全日本空輸[28]
- 中国東方航空[29]
- エバー航空[30]
- 深圳航空[31]
- ユナイテッド航空
- シンガポール航空
- エアカナダ

## 保有機材

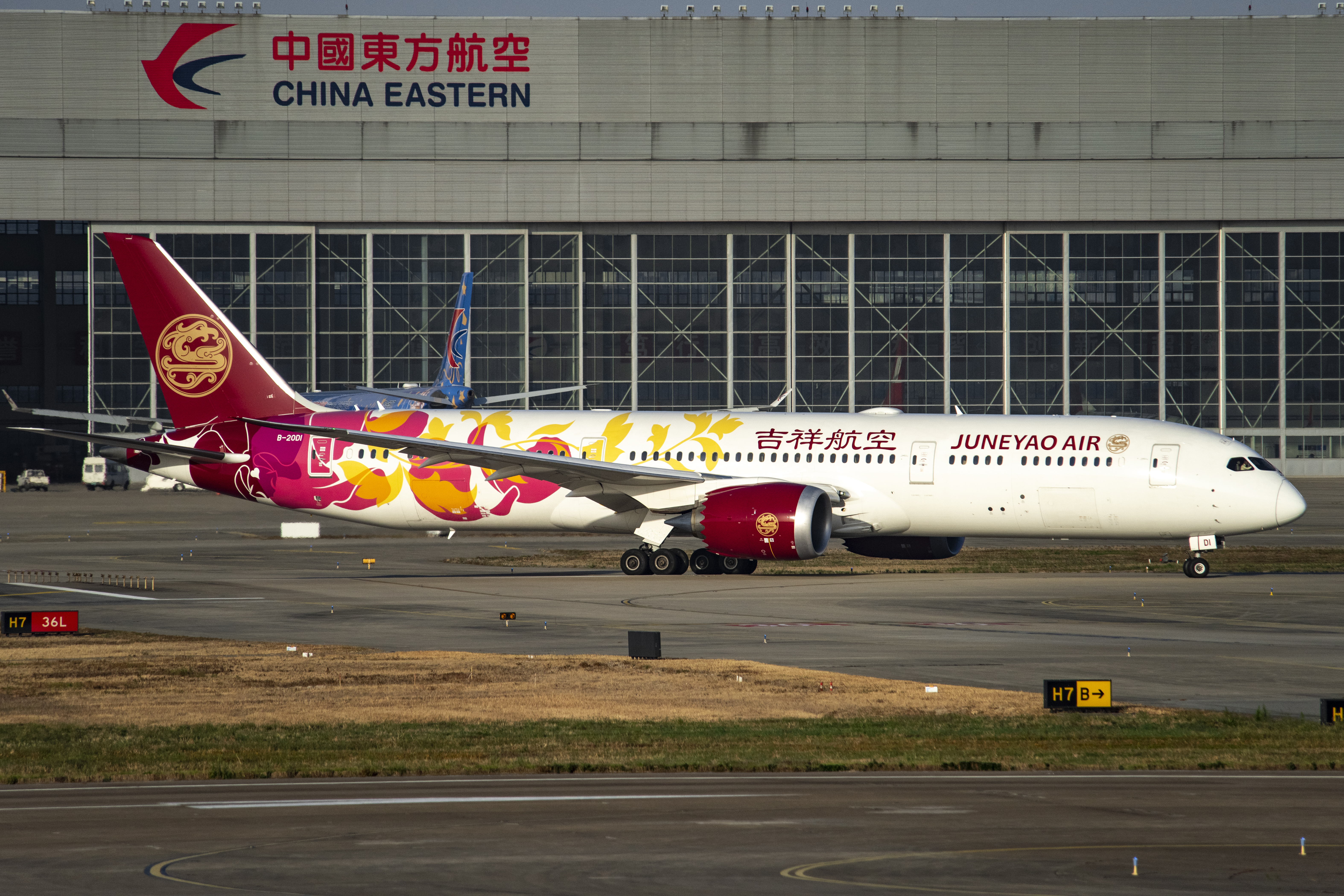
ボーイング787-9

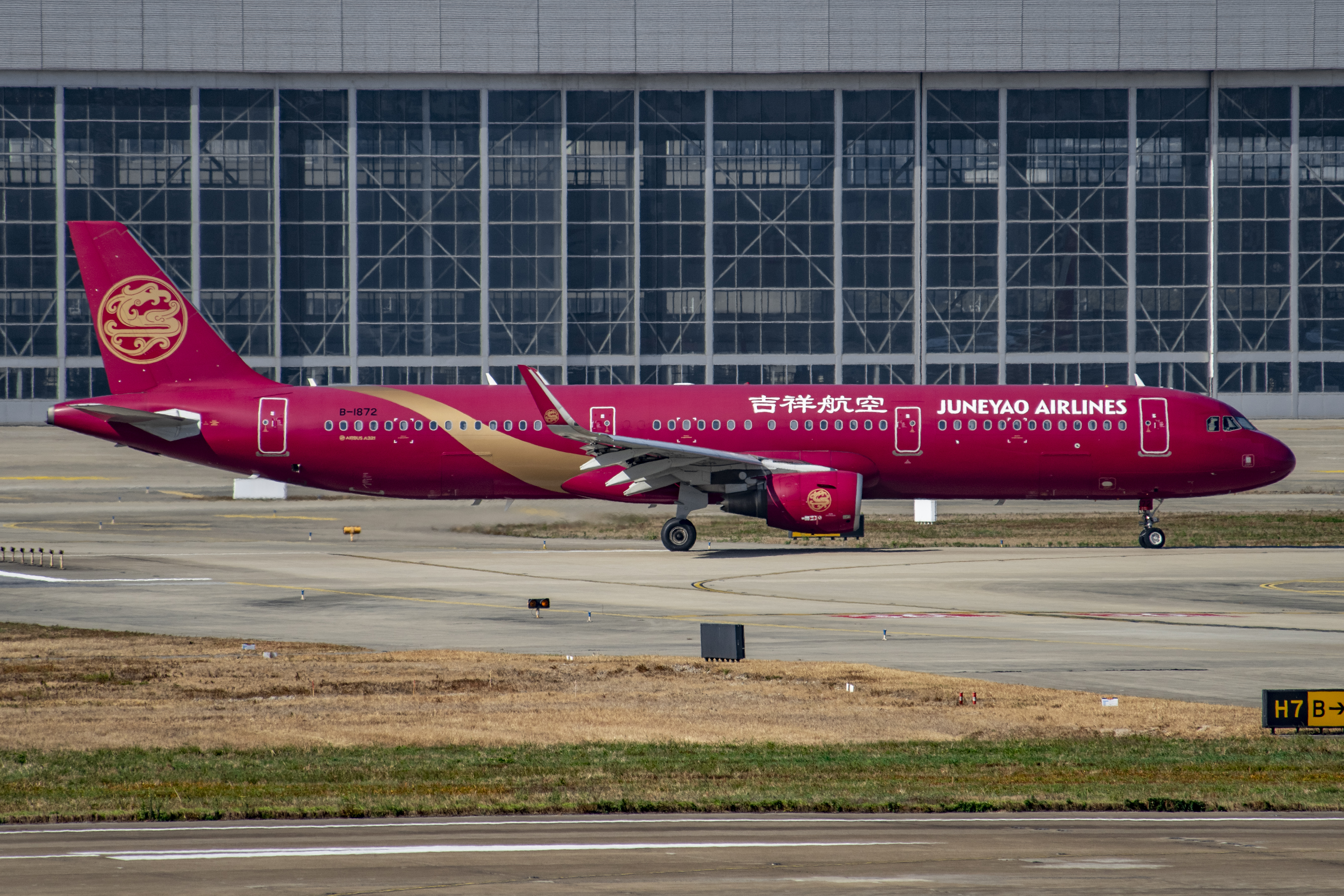
エアバスA321

| 機種名           | 運航中 | 発注中 | 座席数 | 座席数 | 座席数 | 備考 |
| 機種名           | 運航中 | 発注中 | C      | Y      | 計     | 備考 |
| ---------------- | ------ | ------ | ------ | ------ | ------ | ---- |
| エアバスA320-200 | 29     |        | 8      | 156    | 164    |      |
| エアバスA320neo  | 22     |        | 8      | 156    | 164    |      |
| エアバスA321-200 | 27     |        | 12     | 178    | 190    |      |
| エアバスA321neo  | 14     |        | 8      | 199    | 207    |      |
| ボーイング787-9  | 10     |        | 29     | 295    | 324    |      |
| 合計             | 102    | 0      |        |        |        |      |

## 緊急着陸妨害事件
2011年8月13日、カタール航空888便（ドーハ→上海/浦東）が、燃料不足による「メーデー」（緊急信号）を宣言し上海虹橋国際空港に緊急着陸を要請した。それを受け管制塔は、カタール航空便の前方を飛行していた吉祥航空1112便に着陸を中止し順番を譲るように数回指示したが、1112便のパイロットは、自機も燃料不足であると主張してこの指示を拒否し、航路を譲らずに着陸を強行した。カタール航空機はその7分後着陸した。他機の緊急信号を無視して航路を譲らないという悪質な行為は、航空史の中で過去に例がない事例だった。なお、後日の報道によると、残り30分間分未満の燃料しか残っていないと通報したカタール航空機（ボーイング777-300ER）には30分相当の燃料（5.2トン）が残存しており、また、残り4分間分の燃料しか残っていないと主張していた吉祥航空機（エアバス320-200）には1時間以上分（2.9トン）の燃料が残存していた。
2011年8月29日、中国民航華東地区管理局は、緊急着陸を妨害したとして吉祥航空機の韓国籍機長の国内パイロット免許を剥奪し、吉祥航空自身には3ヶ月間のペナルティ（経営拡大申請の受理を停止し、運航枠を10%削減する）を与える事を発表した。